# Славко Ћурувија фондација
Славко Ћурувија фондација (СЋФ) је невладина организација са седиштем у Београду. Покренули су је Јелена и Раде Ћурувија, ћерка и син Славка Ћурувије, уз помоћ невладиног сектора у Србији и подршку Фонда браће Рокфелер из Њујорка. Такође је финансирају Агенција САД за међународни развој (USAID), Национални фонд за демократију (NED) и Балкански фонд за демократију (BTD).
Фондација као циљ наводи унапређење квалитета новинарства у Србији, подршку локалним медијима, подршку истраживачком новинарству, као и рад са младима који тек улазе у свет новинарства.